# Rivellia flexuosa
Rivellia flexuosa är en tvåvingeart som beskrevs av Wulp 1898. Rivellia flexuosa ingår i släktet Rivellia och familjen bredmunsflugor. Inga underarter finns listade i Catalogue of Life.